# Narcissus alcaracensis
Narcissus alcaracensis es una especie de planta bulbosa perteneciente a la familia de las amarilidáceas que es endémica de España. Su hábitat natural son los ríos y humedales. Está considerada en peligro de extinción por la pérdida de hábitat.

## Descripcióm
Narcissus alcaracensis tiene Hojas lineares, aquilladas, suberectas y glaucas. Sus flores son de tamaño medio, solitarias o en pares, de color amarillo citrino. Difiere de N. nevadensis por el tamaño de las hojas y espata, ligeramente superiores en N. alcaracensis. Difiere de N. longispathus en caracteres florales y en la posición superficial de los bulbos, entre otros caracteres. Las flores son hermafroditas, cuyos principales polinizadores son las abejas. Las semillas no presentan ningún tipo de adaptación especial para la dispersión y caen al suelo en el entorno de la planta madre.

## Distribución y hábitat
Esta especie es endémica de la Sierra de Alcaraz (Albacete). Existen dos subpoblaciones conocidas. Es posible que la distribución de las especies correspondan a la de Narcissus longispathus y que pueda encontrarse en otras localidades cercanas de Alcaraz.
Esta geófita crece en los pantanos densos dominados por Carex hispida, situados en zonas poco inclinadas, cerca de los arroyos y en la superficie de los lagos actuales, sobre un sustrato de la rica materia orgánica vegetal. A veces, penetra entre los juncos cerca del agua.

## Taxonomía
Narcissus alcaracensis fue descrita por S.Ríos, D.Rivera, Alcaraz & Obón y publicado en Botanical Journal of the Linnean Society 131: 160 en el año 1999.
Etimología
Narcissus nombre genérico que hace referencia  del joven narcisista de la mitología griega Νάρκισσος (Narkissos) hijo del dios río Cephissus y de la ninfa Leiriope; que se distinguía por su belleza. 
El nombre deriva de la palabra griega: ναρκὰο, narkào (= narcótico) y se refiere al olor penetrante y embriagante de las flores de algunas especies (algunos sostienen que la palabra deriva de la palabra persa نرگس y que se pronuncia Nargis, que indica que esta planta es embriagadora). 
alcaracensis: epíteto geográfico que alude a su localización en la  Sierra de Alcaraz (Albacete).